# Arctocephalus australis del Perú
El lobo fino peruano, cochapuma, o lobo marino peruano (Arctophoca australis ssp.), es una de las dos poblaciones sudamericanas genéticamente distintas en que se divide la especie Arctophoca australis, que integra el género Arctophoca de la familia de los otáridos. Habita de manera endémica en las islas y costas centro-occidentales de América del Sur. 

## Distribución
Esta subespecie es un endemismo reproductivo de las islas y costas del océano Pacífico en el centro-oeste de América del Sur, donde de manera discontinua habita en el litoral del Perú y el norte de Chile. Se lo ha reportado como vagante en Ecuador y el sudoeste de Colombia.
Chile
En Chile habita y reproduce en las costas del norte, desde el límite con el Perú hasta Mejillones (en la latitud 23°05'S). Desde esa latitud y hasta el archipiélago de Chiloé (en la latitud 43°S) se produce un hiato geográfico sin la presencia de colonias reproductivas de la especie, lo que actúa como barrera para el intercambio genético entre las poblaciones australes (pertenecientes a la subespecie típica) y las norteñas, lo cual facilitó el proceso de especiación.  
Perú
En el Perú habita en el sur y centro de su litoral. En noviembre de 1979, la reserva Punta San Juan (15°22′S 75°12′W), la reserva nacional Paracas (13º54'S) y la punta San Fernando (15º09'S) concentraban cerca del 90% de la población peruana de este pinípedo. En la isla Mazorca se encuentra la colonia más septentrional no reproductiva. Otra colonia 765 km más al norte, situada en la isla Foca del norte del Perú, está bajo análisis taxonómico para determinar sus relaciones filogenéticas con Arctophoca galapagoensis.
Ecuador
En Ecuador es solo un taxón vagante, pues sus aguas se encuentran bastante alejadas de las colonias peruanas más septentrionales. Ha sido reportado tanto en Ecuador continental como en las Islas Galápagos.
Colombia
En Colombia es solo un taxón vagante, pues sus aguas se encuentran bastante alejadas de las colonias peruanas más septentrionales. Ha sido registrado en la Isla Gorgona.

## Ecología y hábitos

### Hábitat
El lobo fino peruano convive sólo con otra especie de otárido: el lobo marino de un pelo o lobo chusco. Mientras que este último prefiere reproducirse en playas de arena o canto rodado, o microáreas costeras llanas, el lobo fino peruano prefiere las costas e islas de superficie accidentada, a menudo de difícil acceso para los humanos, continuamente golpeadas por el oleaje marino, como ser promontorios rocosos, y cornisas de acantilados, pudiendo treparlos ágilmente hasta notable altura, hábito que no acostumbra a hacer el lobo de un pelo. No efectúa migraciones estacionales, frecuentando los mismos apostaderos todo el año.

### Predadores y alimentación
Predadores
Aunque se conoce poco acerca de cuales especies configuran sus predadores naturales, se han mencionado a las orcas y a los grandes tiburones, tal vez el tiburón blanco y el tiburón azul.
Alimentación
A diferencia del lobo marino de un pelo, el lobo fino peruano no se caracteriza por explotar el ecosistema costero, sino que para alimentarse se desplaza ampliamente por mares profundos adyacentes, hasta una distancia de 200 millas de sus apostaderos, descendiendo hasta 170 m de profundidad para capturar sus presas,
Su dieta está compuesta por peces, cefalópodos, y crustáceos. Es un animal oportunista, que preda sobre una amplia gama de recursos, algunos de ellos de importancia comercial. Entre estos últimos se encuentra la anchoveta peruana (Engraulis ringens), una especie sumamente capturada por la industria pesquera, la cual es una pieza clave en la alimentación del lobo fino.

### Comportamiento reproductivo
El lobo fino peruano vive y se reproduce de manera gregaria, generalmente en grandes colonias —denominadas «loberas»—, las que pueden llegar a estar entremezcladas con ejemplares del lobo marino de un pelo. 
Reproductivamente es polígamo. Los más grandes y fuertes ejemplares machos dejan el mar y se instalan en las colonias de reproducción durante 2 meses, periodo en el cual no se alimentan, sobreviviendo con las reservas de grasa acumuladas en sus cuerpos. Primeramente, delimitan territorios individuales, en los cuales irán incorporando a las hembras, las que arriban a los pocos días. Cada macho dominante logrará acumular, según su poder, una cierta cantidad de hembras. Apenas arriban, paren la cría concebida la temporada anterior. Una semana después de parir, la hembra vuelve a entraren celo y a ser copulada por el dueño del harén que esta integra. El período de gestación se prolonga por aproximadamente 11 meses y 3 semanas, aunque durante 4 meses se retrasa la implantación del óvulo fecundado. Las crías nacen con un peso de 3,4 a 5,5 kg, y un largo de 45 a 60 cm. Su pelaje es muy suave, y de color negro; luego de 3 meses el color se va amarronando. La madre amamanta a la cría por un período aproximado que va de 8 a 12 meses. Lo hace en ciclos que se conforman por uno o dos días en tierra amamantándolo, y 4 o 5 en el mar pescando. A los dos meses las crías ya han aprendido a nadar, en las pequeñas pozas que quedan durante la bajamar. Con los otros cachorros de la colonia comienzan a conformar clanes, los que en forma conjunta incursionarán activamente en las aguas en derredor de la colonia, y permanecerán en la lobería donde nacieron por el lapso de un año. La hembra alcanza la madurez sexual entre los 2 y los 4 años, mientras que el macho lo hace entre los 5 y 6 años, si bien a esa edad aún no está comportamentalmente maduro para formar un harén propio, lo que comienza a lograrlo a la edad de entre 7 y 8 años.

## Taxonomía
En el año 1954 fue propuesta la escisión del taxón sudamericano en dos subespecies: A. australis australis para las poblaciones que se reproducen en las islas Malvinas, y A. australis gracilis para las que lo hacen en el continente. El argumento era que los ejemplares de dichas islas presentas diferencias en el tamaño, el cual es mayor. La validez de esta forma fue discutida, considerándose que eran un único taxón, lo que fue confirmado en el año 2014.
En el año 1999 los investigadores Larissa Rosa de Oliveira, Luiz R. Malabarba y Patricia Majluf dieron a conocer la existencia de una clara diferenciación entre las poblaciones del lobo fino peruanas con respecto a las del sur de Chile y las del Atlántico.
En el año 2004, la primera de las investigadoras realizó nuevas investigaciones sobre el tema, indicando que la categorización distintiva que debería ser adjudicada al taxón peruano podría llegar a ser hasta la de especie plena.
La misma investigadora continuó trabajando sobre el tema, junto a un numeroso equipo de investigadores, los que en el año 2008 publicaron otro trabajo. En él se combinó el análisis morfométrico tradicional de la geometría y forma craneal junto al de su tamaño, con el examen de datos genéticos, para compararlos con dos poblaciones de lobos finos, una del Uruguay y la otra de punta San Juan, Perú. Como grupo control se utilizó material de Arctophoca gazella una especie estrechamente relacionada. Ambas técnicas de análisis morfométrico dieron por resultado una pronunciada variación geográfica en el tamaño y la forma del cráneo, dando que los especímenes del Perú (n = 102) poseen el cráneo más grande que los del Uruguay (n = 133), además de presentar diferencias significativas concentradas en la forma de la región rostral. Del mismo modo, 7 locus de microsatélites altamente polimórficos revelan diferencias altamente significativas en la frecuencia de los alelos. Por otra parte, el análisis bayesiano reveló dos grupos separados que corresponden perfectamente a las dos poblaciones, con una prueba de asignación de más del 98 % de colocación correcta de las muestras en su población de origen. Este grado de diferenciación de los rasgos genéticos y morfológicos sugirieron a los investigadores que ambas poblaciones presentan un completo y posiblemente prolongado aislamiento, por lo que deben ser consideradas distintas «unidades evolutivas significativas» (UES).
Durante mucho tiempo este pinípedo fue considerado como integrando el género Arctocephalus pero, en el año 2012, un estudio genético de los taxones de todo el grupo demostró que ese género no era monofílico, por lo que lo mantuvo aplicado sólo para su especie tipo, segregando al resto de sus integrantes en otro género: Arctophoca. Además, sobre la base de los estudios anteriores, indicó que las poblaciones de Arctophoca australis que habitan en el Perú pertenecen a un taxón distinto al que habita en el Atlántico sudamericano y en el Pacífico sudeste (Arctophoca australis australis) estando el taxón peruano aún innominado, pero pasando a ser identificado con el nombre en inglés de Peruvian fur seal.

## Características
Mientras que los machos son más gruesos y pesados, las hembras son esbeltas y delgadas. Las crías son más oscuras. Como otros taxones relacionados, presenta dos tipos o capas de pelambre: una externa, constituida por pelos gruesos, cerdosos, largos, y bicolores, y otra interior, formada por pelos finos y cortos, suaves al tacto, y dispuestos de manera compacta en alta densidad, lo que le confiere al animal un adecuado aislamiento térmico.

## Población total y conservación
Originalmente, esta población fue cazada por las distintas culturas amerindias que compartían su hábitat, aunque estas capturas no comprometían sus poblaciones. Los cazaban para obtener fundamentalmente su carne, grasa y cueros. Con el descubrimiento de sus colonias por barcos foqueros, estos comenzaron a aniquilarlos con el objetivo de obtener su grasa —a la que convertían en aceite— pero en especial para hacerse de sus valiosas pieles, muy demandadas en peletería, esencialmente las de las crías recién nacidas. Si bien la explotación directa ha cesado, su recuperación es lenta. La población peruana frecuentemente presenta mortandades catastróficas por efecto de eventos de El Niño, por lo que una reducción en sus números poblacionales podría ocurrir si el cambio climático aumenta el impacto de dichos eventos. El ocurrido en el verano de 1982-1983 eliminó casi totalmente la producción de crías de esa temporada reproductiva, y afectó de tal manera la cadena alimenticia en las aguas de la corriente de Humboldt que gran parte de la población de las colonias peruanas migró hacia el norte de Chile, donde terminaron afincándose.
La población peruana ha sido cuantificada numerosas veces, pero los registros antiguos no son confiables. En el año 1992 se calculó que estaba integrada por 25 000 ejemplares, mientras que en 2007 se cuantificaron 14 000 individuos.
Además, sufre otros problemas de conservación, al interaccionar con todo tipo de pesquerías, generando aumentos de su tasa de mortalidad incidental, causada por diversos artes de pesca, tanto de arrastre como de fondo, y pelágicos. Si esta mortalidad es menor que la que afecta al lobo marino de un pelo, dado que este último posee hábitos alimentarios menos pelágicos que el lobo fino. Otro tipo de interacciones con pesquerías es el que se refiere a las ecosistémicas y que dan cuenta de los efectos indirectos de la explotación pesquera sobre las presas que consume este otárido o las que consumen las presas del mismo, alterando de este modo el ecosistema marino.  
Si bien a nivel mundial, la especie se clasifica como de «Preocupación menor», la población septentrional del Pacífico podría merecer una categoría diferente que pueda ubicarla en un estado mayor de amenaza. Su comercio internacional está regulado, integrando la categoría CITES II (Convención sobre el Comercio Internacional de Especies Amenazadas de Fauna y Flora Silvestres).
En cuanto a categorizaciones nacionales, en Chile se la categoriza (a nivel especie) como: «Fuera de peligro».